# Race (priimek)
Race je priimek več znanih oseb:
- Boris Race (1916—1995), narodni delavec in zamejski politik
- Božidar Race (1904—1991), ekonomist in univerzitetni profesor
- Duša Divjak Race, jezikoslovka leksikologinja
- Edvard (Edi) Race (*1947), pevec, kulturni delavec in zborovodja
- Mitja Race (1940—2017), arhitekt in športni delavec v  zamejstvu
- Rado Race, odvetnik in politik v zamejstvu